# 제주문학상
제주문학상은 제주문학의 발전과 제주 문인들의 창작 의욕을 고취함을 목적으로 제주문인협회가 제정한 문학상이다.

## 역대 수상 작품
- 2001년 1회 오성찬 소설 <보재기는 밤에 떠난다>
- 2002년 2회 강통원 시집 <돌하르방>
- 2003년 3회 한기팔 시집 <말과 침묵 사이>
- 2004년 4회 박재형 동화 <다랑쉬 오름의 슬픈 노래>
- 2005년 5회 양전형 시집 <나는 둘이다>
- 2006년 6회 송상홍 동시집 <땅콩>
- 2007년 7회 김가영 수필집 <장미의 이름으로>
- 2008년 8회 고훈식 시집 <아름다운 타인>
- 2009년 9회  김영기 동시집 <붕어빵>
- 2010년 10회 이용상 시조집 <남극성 별자리>
- 2011년 11회 정인수 시집 <해녀노래>
- 2012년 12회 강용준 <외할머니>
- 2013년 13회 강방영 <내 어둠의 바다>
- 2014년 14회 권재효 <내 마음속 너도밤나무 숲>
- 2015년 15회 고광자 <비양도>
- 2016년 16회 한 여인이 ‘제주4·3’이라는 통한의 세월을 이겨나가는 과정을 사실적으로 표현한 홍창국 <설운 한상록(恨傷錄)>[1]
- 2017년 17회 고향마을 오조리에서 평생을 살아오는 동안 경험한 역사성과 삶의 흔적들, 그간 삭여온 고뇌와 번민을 담은 강중훈 <바람, 꽃이 되다만 땀의 영혼>[2]